# جایزه بزرگ هلند ۲۰۲۱
جایزه بزرگ هلند ۲۰۲۱ (که به‌طور رسمی با نام فرمول ۱ هینیکن داچ گراند پری ۲۰۲۱ شناخته می‌شود) یک مسابقه اتومبیل‌رانی فرمول یک است که در تاریخ ۵ سپتامبر ۲۰۲۱ در پیست زاندفورت برگزار شد. این مسابقه سیزدهمین دور از مسابقات جهانی فرمول یک ۲۰۲۱ و اولین جایزه بزرگ هلند که از سال ۱۹۸۵ برگزار می‌شود است.

## زمینه

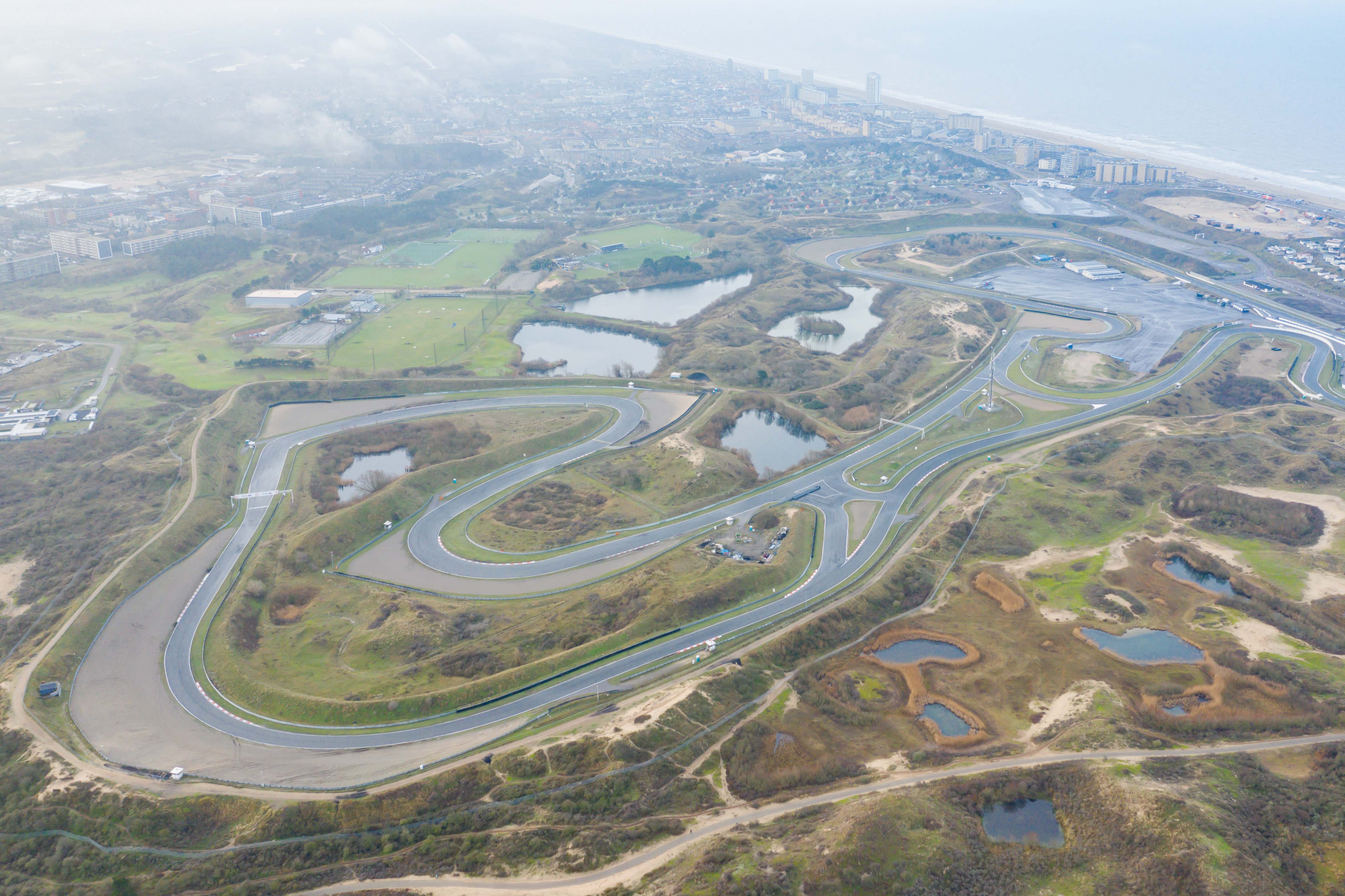
پیست زاندفورت در سال ۲۰۱۸، قبل از بازسازی.

این رویداد، که قرار است در آخر هفته از ۳ تا ۵ سپتامبر در پیست زاندفورت برگزار شود، سیزدهمین دور از مسابقات فرمول یک فصل ۲۰۲۱ است. این مسابقه یک هفته پس از جایزه بزرگ بلژیک و قبل از جایزه بزرگ ایتالیا برگزار می‌شود. همچنین این جایزه بزرگ، مسابقه خانگی ماکس فرستاپن خواهد بود.

### جدول رده‌بندی قهرمانی قبل از مسابقه
پس از آن‌که در جایزه بزرگ بلژیک به دلیل بارندگی شدید، نصف امتیازات برای رانندگان ثبت شد، اختلاف امتیازی لوئیس همیلتون به سه امتیاز با ماکس فرستاپن که در رده دوم قرار دارد کاهش یافت. برای دومین مسابقه متوالی، لاندو نوریس، والتری بوتاس و سرجیو پرز هیچ امتیازی کسب نکردند، به این معنی که آنها به ترتیب سوم، چهارم و پنجم باقی ماندند. مرسدس همچنان صدرنشین جدول قهرمانی مسابقات سازندگان را با ۷ امتیاز بیش‌تر از ردبول بر عهده دارد. مک‌لارن پس از کسب شش امتیاز توسط دنیل ریکاردو، با ۱۶۹ امتیاز مقام سوم را بدست آورد. فراری با ۱۶۵٫۵ امتیاز (۳٫۵ امتیاز کم‌تر از مک‌لارن) در جایگاه چهارم و آلپاین با ۸۰ امتیاز در جایگاه پنجم قرار گرفتند.

### شرکت کنندگان
رانندگان و تیم‌ها همان لیست ورود به فصل بودند و هیچ راننده دیگری برای مسابقه حضور ندارد.
صبح شنبه، قبل از سومین جلسه تمرینی، اعلام شد که تست کووید-۱۹ راننده آلفارومئو، کیمی رایکونن مثبت است. راننده ذخیره، رابرت کوبیکا که آخرین بار در مسابقه جایزه بزرگ ابوظبی ۲۰۱۹ شرکت کرده بود، جایگزین او شد.
جوست کاپیتو مدیر تیم ویلیامز، پس از صرف شام در روز جمعه با رایکونن به قرنطینه اجباری رفت.

### انتخاب تایر
تأمین کننده تایر مسابقات، پیرلی ترکیبات سی۱ هارد، سی۲ مدیوم و سی۳ سافت را برای استفاده در مسابقه اختصاص داده‌است.

## تمرین
تمرین آزاد اول، ساعت ۱۱:۳۰ CEST و تمرین آزاد دوم ساعت ۱۵:۰۰ CEST در تاریخ ۳ سپتامبر برگزار شدند. تمرین سوم ساعت ۱۲:۰۰ CEST در ۴ سپتامبر آغاز می‌شود. هر سه جلسه تمرین به مدت یک ساعت طول می کشد.
اولین جلسه تمرین با ثبت سریع‌ترین زمان توسط لوییس همیلتون برای مرسدس جلوتر از ماکس فرستاپن از ردبول و کارلوس ساینز از فراری به پایان رسید. این جلسه پس از خرابی موتور استون مارتین سباستین فتل به مدت ۳۵ دقیقه با اعلام پرچم قرمز همراه شد.
در دومین جلسه تمرین، سریع‌ترین راننده شارل لکلرک از فراری بود که جلوتر از هم‌تیمی‌اش کارلوس ساینز و استابان اوکون از آلپاین تمرین را به پایان رساند. پس از دست دادن قدرت موتور توسط لوییس همیلتون، راننده مرسدس جلسه به مدت ۹ دقیقه با پرچم قرمز همراه شد. این جلسه همچنین برای راننده هاس، نیکیتا مازپین پس از چرخیدن در یک تله سنگریزه پرچم قرمز اعلام شد. فرستاپن به دلیل سبقت گرفتن از راننده دیگر در هنگام اعلام پرچم قرمز، مورد بررسی قرار گرفت. هرچند در نهایت استوارت‌ها تصمیم گرفتند که هیچ جریمه‌ای لازم نیست.
ماکس فرستاپن از ردبول سریع‌ترین راننده تمرین سوم جایزه بزرگ هلند بود. راننده مرسدس والتری بوتاس با اختلاف نیم ثانیه‌ای دوم شد. لوئیس همیلتون با اختلاف دو دهم ثانیه‌ای نسبت به بوتاس سوم شد.

## تعیین خط
تعیین خط در تاریخ ۴ سپتامبر، ساعت ۱۵:۰۰ CEST شروع شد.

### رده‌بندی تعیین خط
| جایگاه              | راننده            | شماره | تیم                | زمان‌ها   | زمان‌ها   | زمان‌ها   |
| جایگاه              | راننده            | شماره | تیم                | Q1       | Q2       | Q3       |
| ------------------- | ----------------- | ----- | ------------------ | -------- | -------- | -------- |
| ۱                   | ماکس فرستاپن      | ۳۳    | ردبول ریسینگ-هوندا | ۱:۱۰٫۰۳۶ | ۱:۰۹٫۰۷۱ | ۱:۰۸٫۸۸۵ |
| ۲                   | لوییس همیلتون     | ۴۴    | مرسدس              | ۱:۱۰٫۱۱۴ | ۱:۰۹٫۷۲۶ | ۱:۰۸٫۹۲۳ |
| ۳                   | والتری بوتاس      | ۷۷    | مرسدس              | ۱:۱۰٫۲۱۹ | ۱:۰۹٫۷۶۹ | ۱:۰۹٫۲۲۲ |
| ۴                   | پیر گسلی          | ۱۰    | آلفاتاوری-هوندا    | ۱:۱۰٫۲۷۴ | ۱:۰۹٫۵۴۱ | ۱:۰۹٫۴۷۸ |
| ۵                   | شارل لکلرک        | ۱۶    | فراری              | ۱:۰۹٫۸۲۹ | ۱:۰۹٫۴۳۷ | ۱:۰۹٫۵۲۷ |
| ۶                   | کارلوس ساینز      | ۵۵    | فراری              | ۱:۱۰٫۰۲۲ | ۱:۰۹٫۸۷۰ | ۱:۰۹٫۵۳۷ |
| ۷                   | آنتونیو جوویناتزی | ۹۹    | آلفارومئو-فراری    | ۱:۱۰٫۰۵۰ | ۱:۱۰٫۰۳۳ | ۱:۰۹٫۵۹۰ |
| ۸                   | استابان اوکون     | ۳۱    | آلپاین-رنو         | ۱:۱۰٫۱۷۹ | ۱:۰۹٫۹۱۹ | ۱:۰۹٫۹۳۳ |
| ۹                   | فرناندو آلونسو    | ۱۴    | آلپاین-رنو         | ۱:۱۰٫۴۳۵ | ۱:۱۰٫۰۲۰ | ۱:۰۹٫۹۵۶ |
| ۱۰                  | دنیل ریکیاردو     | ۳     | مک‌لارن-مرسدس       | ۱:۱۰٫۲۵۵ | ۱:۰۹٫۸۶۵ | ۱:۱۰٫۱۶۶ |
| ۱۱                  | جورج راسل         | ۶۳    | ویلیامز-مرسدس      | ۱:۱۰٫۳۸۲ | ۱:۱۰٫۳۳۲ | —        |
| ۱۲                  | لانس استرول       | ۱۸    | استون مارتین-مرسدس | ۱:۱۰٫۴۳۸ | ۱:۱۰٫۳۶۷ | —        |
| ۱۳                  | لاندو نوریس       | ۴     | مک‌لارن-مرسدس       | ۱:۱۰٫۴۸۹ | ۱:۱۰٫۴۰۶ | —        |
| ۱۴۱                 | نیکلاس لطیفی      | ۶     | ویلیامز-مرسدس      | ۱:۱۰٫۰۹۳ | ۱:۱۱٫۱۶۱ | —        |
| ۱۵                  | یوکی سونودا       | ۲۲    | آلفاتاوری-هوندا    | ۱:۱۰٫۴۶۲ | ۱:۱۱٫۳۱۴ | —        |
| ۱۶۲                 | سرجیو پرز         | ۱۱    | ردبول ریسینگ-هوندا | ۱:۱۰٫۵۳۰ | —        | —        |
| ۱۷                  | سباستین فتل       | ۵     | استون مارتین-مرسدس | ۱:۱۰٫۷۳۱ | —        | —        |
| ۱۸                  | رابرت کوبیکا      | ۸۸    | آلفارومئو-فراری    | ۱:۱۱٫۳۰۱ | —        | —        |
| ۱۹                  | میک شوماخر        | ۴۷    | هاس-فراری          | ۱:۱۱٫۳۸۷ | —        | —        |
| ۲۰                  | نیکیتا مازپین     | ۹     | هاس-فراری          | ۱:۱۱٫۸۷۵ | —        | —        |
| زمان ۱۰۷٪: ۱:۱۴٫۷۱۷ |                   |       |                    |          |          |          |
| منابع:              |                   |       |                    |          |          |          |

- ^ ۱ – نیکلاس لطیفی به دلیل تعویض بال جلو و دماغه ماشین، مسابقه را از پیت‌لین و به صورت  پارک فرمه شروع می‌کند. او همچنین به دلیل تعویض گیربکس، پنج رده جریمه دریافت کرد. این هیچ تفاوتی نداشت زیرا او قرار بود مسابقه را از پیت‌لین شروع کند.[۲۰]
- ^ ۲ – سرجیو پرز مسابقه را به دلیل تغییر در تنظیمات خودرو از پیت‌لین شروع می‌کند.او همچنین ملزم بود که مسابقه را از از رده آخر برای فراتر رفتن از سهمیه عناصر واحد قدرت شروع کند. این موضوع هیچ تفاوتی ندارد زیرا او قرار بود از پیت‌لین مسابقه را شروع کند.[۲۰]

## مسابقه
این مسابقه ساعت ۱۵:۰۰ CEST در تاریخ ۵ سپتامبر آغاز شد.

### رده‌بندی مسابقه
| جایگاه                                                  | شماره | راننده            | سازنده             | دور | زمان        | امتیاز |
| ------------------------------------------------------- | ----- | ----------------- | ------------------ | --- | ----------- | ------ |
| ۱                                                       | ۳۳    | ماکس فرستاپن      | ردبول ریسینگ-هوندا | ۷۲  | ۱:۳۰:۰۵٫۳۹۵ | ۲۵     |
| ۲                                                       | ۴۴    | لوییس همیلتون     | مرسدس              | ۷۲  | ۲۰٫۹۳۲+     | ۱۹۱    |
| ۳                                                       | ۷۷    | والتری بوتاس      | مرسدس              | ۷۲  | ۵۶٫۴۶۰+     | ۱۵     |
| ۴                                                       | ۱۰    | پیر گسلی          | آلفاتاوری-هوندا    | ۷۱  | +۱ دور      | ۱۲     |
| ۵                                                       | ۱۶    | شارل لکلرک        | فراری              | ۷۱  | +۱ دور      | ۱۰     |
| ۶                                                       | ۱۴    | فرناندو آلونسو    | آلپاین-رنو         | ۷۱  | +۱ دور      | ۸      |
| ۷                                                       | ۵۵    | کارلوس ساینز      | فراری              | ۷۱  | +۱ دور      | ۶      |
| ۸                                                       | ۱۱    | سرجیو پرز         | ردبول ریسینگ-هوندا | ۷۱  | +۱ دور      | ۴      |
| ۹                                                       | ۳۱    | استابان اوکون     | آلپاین-رنو         | ۷۱  | +۱ دور      | ۲      |
| ۱۰                                                      | ۴     | لاندو نوریس       | مک‌لارن-مرسدس       | ۷۱  | +۱ دور      | ۱      |
| ۱۱                                                      | ۳     | دنیل ریکیاردو     | مک‌لارن-مرسدس       | ۷۱  | +۱ دور      |        |
| ۱۲                                                      | ۱۸    | لانس استرول       | استون مارتین-مرسدس | ۷۰  | +۲ دور      |        |
| ۱۳                                                      | ۵     | سباستین فتل       | استون مارتین-مرسدس | ۷۰  | +۲ دور      |        |
| ۱۴                                                      | ۹۹    | آنتونیو جوویناتزی | آلفارومئو-فراری    | ۷۰  | +۲ دور      |        |
| ۱۵                                                      | ۸۸    | رابرت کوبیکا      | آلفارومئو-فراری    | ۷۰  | +۲ دور      |        |
| ۱۶                                                      | ۶     | نیکلاس لطیفی      | ویلیامز-مرسدس      | ۷۰  | +۲ دور      |        |
| ۱۷۲                                                     | ۶۳    | جورج راسل         | ویلیامز-مرسدس      | ۶۹  | گیربکس      |        |
| ۱۸                                                      | ۴۷    | میک شوماخر        | هاس-فراری          | ۶۹  | +۳ دور      |        |
| ب.                                                      | ۲۲    | یوکی سونودا       | آلفاتاوری-هوندا    | ۴۸  | پیشرانه     |        |
| ب.                                                      | ۹     | نیکیتا مازپین     | هاس-فراری          | ۴۱  | هیدرولیک    |        |
| سریع‌ترین دور: لوییس همیلتون (مرسدس) - ۱:۱۱٫۰۹۷ (دور ۷۲) |       |                   |                    |     |             |        |
| منابع:                                                  |       |                   |                    |     |             |        |

یادداشت‌ها
- ^ ۱ – یک امتیاز برای سریع‌ترین دور.
- ^ ۲ – جورج راسل به دلیل طی کردن بیش از ۹۰٪ مسافت مسابقه، در رده‌بندی مسابقه قرار گرفت.[۲۱]

## رده‌بندی قهرمانی پس از مسابقه
جدول رده‌بندی قهرمانی رانندگان
| ت. ج      | جایگاه | راننده        | امتیازات |
| --------- | ------ | ------------- | -------- |
| ۱         | ۱      | ماکس فرستاپن  | ۲۲۴٫۵    |
| ۱         | ۲      | لوئیس همیلتون | ۲۲۱٫۵    |
| ۱         | ۳      | والتری بوتاس  | ۱۲۳      |
| ۱         | ۴      | لاندو نوریس   | ۱۱۴      |
| Unchanged | ۵      | سرجیو پرز     | ۱۰۸      |
| منبع:     |        |               |          |

جدول رده‌بندی قهرمانی سازندگان
| ت. ج      | جایگاه | سازنده             | امتیازات |
| --------- | ------ | ------------------ | -------- |
| Unchanged | ۱      | مرسدس              | ۳۴۴٫۵    |
| Unchanged | ۲      | ردبول ریسینگ-هوندا | ۳۳۲٫۵    |
| ۱         | ۳      | فراری              | ۱۸۱٫۵    |
| ۱         | ۴      | مک‌لارن-مرسدس       | ۱۷۰      |
| Unchanged | ۵      | آلپاین-رنو         | ۹۰       |
| منبع:     |        |                    |          |

- یادداشت: فقط پنج رده برتر برای هر دو مجموعه رده‌بندی قرار داده شده است.